# Bath Iron Works
Bath Iron Works (BIW) es un astillero de Bath (Maine) y una división del conglomerado General Dynamics. Desde su fundación en 1884, ha construido más de cuatrocientas naves para la Armada de los Estados Unidos.

## Programas
Sus programas son:
- los destructores de la clase Arleigh Burke; y
- los destructores de la clase Zumwalt.

### DDG(X)
En 2022 la Armada busca lograr un convenio entre el Bath Iron Works de General Dynamics y el Ingalls Shipbuilding de Hungtinton Ingalls Industries (HII) para el desarrollo del futuro destructor DDG(X).